# Sympodium norvegicum
Sympodium norvegicum is een zachte koraalsoort uit de familie Xeniidae. De koraalsoort komt uit het geslacht Sympodium. Sympodium norvegicum werd in 1883 voor het eerst wetenschappelijk beschreven door Koren & Danielssen. 